# Saf
Pour les articles homonymes, voir SAF.
 (juillet 2018).
Si vous disposez d'ouvrages ou d'articles de référence ou si vous connaissez des sites web de qualité traitant du thème abordé ici, merci de compléter l'article en donnant les références utiles à sa vérifiabilité et en les liant à la section « Notes et références ».
En biologie cellulaire, la SAF (en anglais : S-Phase Activating Factor) est l'enzyme kinase cycline dépendante qui active la phase S du cycle cellulaire.

## Description
La SAF est constituée de la combinaison des cyclines G1-C et G1-D et de la kinase cycline dépendante Cdk4.

## Principe
La concentration de la SAF augmente graduellement dans le noyau et lorsqu'elle a atteint un certain seuil elle entraine le début de la phase S de l'interphase par phosphorylation de la protéine Rb. Cette protéine phosphorylée relâche le facteur de transcription E2F qui stimule la transcription de la cycline G1-E. La cycline G1-E associée à Cdk2 forme le SPK (en anglais : S-Phase promoting Kinase) qui est requis pour le déclenchement de la phase S. Le SPK phosphoryle aussi la protéine Rb selon une boucle de rétroaction positive, permettant une autostimulation.